# Sling Aircraft Sling HW
Die Sling HW (auch Sling 4 HW oder Sling 4 High Wing) ist ein viersitziges, einmotoriges Leichtflugzeug des südafrikanischen Flugzeugherstellers Sling Aircraft aus Johannesburg. Sie wurde auf Basis der Sling TSi entwickelt und ist der erste Schulterdecker des Unternehmens.

## Konstruktion
Sling Aircraft kündigte die Entwicklung der Sling HW auf dem EAA AirVenture Oshkosh 2019 an und entwickelte die Maschine in den Jahren 2019 und 2020. Es handelt sich um einen freitragenden Schulterdecker mit starrem Bugradfahrwerk. Sie besteht teils aus Metall und teils aus kohlenstofffaserverstärktem Kunststoff und wird als Bausatz angeboten. Angetrieben wird sie von einem Rotax 915 iS mit einer Nennleistung von 141 PS (104 kW). Sling Aircraft entwickelte die Sling HW aufgrund von Kunden, die sich bessere Bodensicht und bessere Einsatzmöglichkeiten als Buschflugzeug im Vergleich zu einem Tiefdecker wünschten. Das Flugzeug teilt sich viele Baugruppen mit der Sling TSi. Der Hauptunterschied liegt in der Mittelsektion, die modifiziert wurde, um die obere Anbringung der Tragflächen zu ermöglichen. Der Prototyp absolvierte seinen Jungfernflug im Dezember 2020.

## Technische Daten
| Kenngröße            | Daten                                |
| -------------------- | ------------------------------------ |
| Besatzung            | 1                                    |
| Passagiere           | 3                                    |
| Länge                | 23,54 ft (7,17 m)                    |
| Spannweite           | 31,3 ft (9,54 m)                     |
| Höhe                 | 8 ft (2,44 m)                        |
| Leermasse            | 1.257 lb (570 kg)                    |
| max. Startmasse      | 2.315 lb (1.050 kg)                  |
| Reisegeschwindigkeit | 145 kn (269 km/h)                    |
| Dienstgipfelhöhe     | 18.000 ft (5.486 m)                  |
| Reichweite           | 880 NM (1.630 km)                    |
| Triebwerke           | 1 × Rotax 915 iS mit 141 PS (104 kW) |